# Pietro Gravina

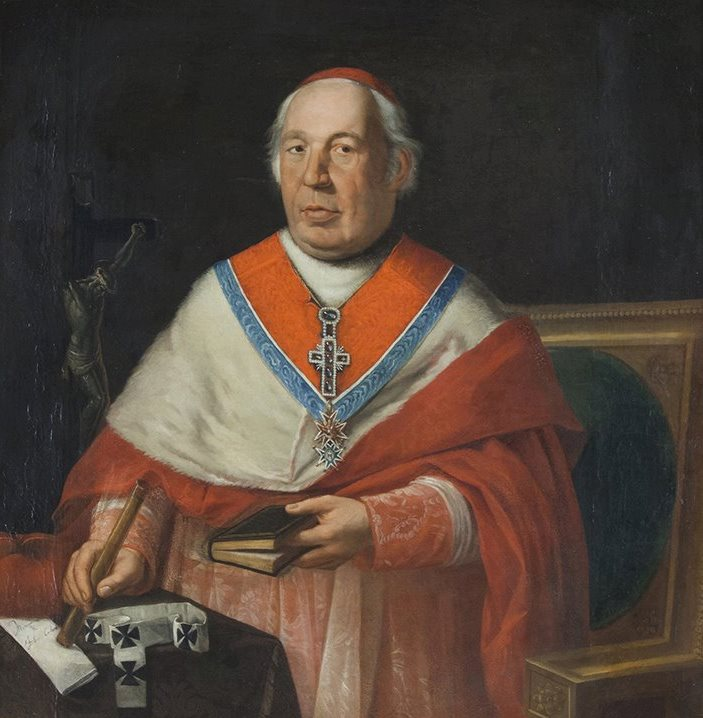
Pietro Kardinal Gravina (Gemälde 19. Jahrhundert)

Pietro Gravina (* 26. Dezember 1749 in Montevago, Sizilien; † 6. Dezember 1830 in Palermo) war ein italienischer Geistlicher, Erzbischof von Palermo, Kardinal der Römischen Kirche, und kurzzeitig auch Statthalter des Königs beider Sizilien.

## Leben

### Herkunft und frühe Jahre
Seine Familie war spanischer Herkunft und zählte zu den führenden Familien des Patriziats von Palermo. Er war der Sohn von Giovanni Gravina Moncada, Herzog von San Michele, 3. Herzog von Montevago und Grande von Spanien, und dessen Ehefrau Eleonora Napoli di Montaperto aus der Familie der Fürsten von Resuttana Monteleone. Sein Bruder Federico Gravina (1756–1806), spanischer Großadmiral, war Befehlshaber der spanischen Flotte in der Schlacht von Trafalgar 1805, er wurde schwer verwundet und starb im März 1806 an den Folgen seiner Verletzungen. Ein weiterer Bruder, Gabriele Gravina OSB (1753–1840), war Bischof von Catania.
Nach dem Besuch des Theatiner-Seminars in Palermo studierte Pietro Gravina am Collegio Clementino in Rom, das er 1769 mit einer Arbeit über Praepositiones philosophicae abschloss. An der römischen Universität La Sapienza erwarb er den Grad eines Doctor iuris utriusque und an der Päpstlichen Akademie für den kirchlichen Adel vervollständigte er seine Studien. Die niederen Weihen empfing er am 7. September 1778 in Palermo. Am 5. April 1781 trat er in den Dienst der Kurie als Referendar an den Tribunalen der Apostolischen Signatur. Papst Pius VI. ernannte ihn nacheinander zum Gouverneur von Città di Castello (1783), von Fano (1785), von Jesi (1789) und von Spoleto (1790). Am 7. April 1792 empfing Pietro Gravina die Priesterweihe. Danach wurde er 1793 Gouverneur von Ancona und 1794 Apostolischer Protonotar.

### Bischof
Am 12. September 1794 ernannte Papst Pius VI. ihn zum Titularbischof von Nicaea. Die Bischofsweihe spendete ihm am 14. September 1794 in Rom der Kardinalstaatssekretär, Francesco Saverio de Zelada; Mitkonsekratoren waren Erzbischof Nicola Buschi und Bischof Michele Di Pietro. Vom 16. September 1794 bis 1800 war Pietro Gravina Nuntius in der Schweiz. Vor den heranrückenden Truppen des Pariser Direktoriums und nach Ausweisung durch das Helvetische Direktorium floh er im Frühjahr 1798 aus Luzern nach Basel und 1799 nach Konstanz, später ging er – zusammen mit Annibale della Genga, dem späteren Kardinal und als Leo XII. Papst – nach Augsburg und schließlich nach München.
Nach der ersten Wiederherstellung des Kirchenstaats wurde er 1802 nach Rom zurückgerufen, um Konsultor der Kongregation für die Ablässe zu werden. Vom 1. März 1803 bis zu seiner Kardinalserhebung war er Nuntius in Spanien. Dort geriet er 1812–1813 in Konflikt mit der Cortes von Cádiz und mit dem Erzbischof von Toledo Luis María Kardinal de Borbón y Vallábriga wegen der Privilegien der Kleriker und der Abschaffung der Inquisitionstribunale. Im Juli 1813 ging er deswegen ins portugiesische Exil und kehrte im Juli 1814, während der Restauration Ferdinands VII. zurück, um am 15. Juli 1817 Spanien endgültig zu verlassen.

### Kardinal
Im Konsistorium vom 8. März 1816 erhob Papst Pius VII. Pietro Gravina zum Kardinalpriester, den Kardinalshut und die Titelkirche San Lorenzo in Panisperna erhielt er am 15. November 1817. König Ferdinand I. von Sizilien schlug ihn am 10. Juli 1816 als Erzbischof von Palermo vor, und am 23. September desselben Jahres wurde Pietro Gravina vom Papst präkonisiert. Im Frühjahr 1818 nahm er das Erzbistum in Besitz.

### Politisches Amt
Im Jahre 1821 übernahm Pietro Kardinal Gravina vom 24. März bis 27. Mai das Amt des königlichen Stellvertreters auf Sizilien (Luogotenente generale del regno).

### Letzte Jahre und Tod
Pietro Gravina war Teilnehmer des Konklave 1823, das Papst Leo XII. wählte. Der neugewählte Papst ernannte ihn zu seinem Maggiordomo Maggiore ehrenhalber. Nach dem Tod Leos XII. nahm Pietro Gravina am Konklave 1829 teil, aus dem Pius VIII. als Papst hervorging.
Er starb in Palermo und wurde in der dortigen Kathedrale beigesetzt.